# Giedo van der Garde
Giedo van der Garde, född 25 april 1985 i Rhenen, är en nederländsk racerförare.

## Racingkarriär
Van der Garde tävlade i Formula Renault 3.5 Series 2007. Han var även testförare för formel 1-stallet Super Aguri men han bytte under året till Spyker som övergick i Force India. Van der Garde fortsatte sitt testjobb säsongen 2008 samt att köra i Formula Renault 3.5 Series. Han vann titeln 2008, efter att ha avgjort genom en dominant säsongsinledning.
Under 2013 körde han Formel 1 i stallet Caterham, med teamkamraten Charles Pic som lämnade Marussia efter fjolårets säsong.
2014 fick han kontrakt hos Sauber F1 Team som testförare, ett kontrakt som skulle ha gett honom platsen som andreförare i teamet 2015. Istället blev den svenske föraren Marcus Ericsson upplockad av teamet och Van Der Gardes kontrakt blev inte förlängt. Detta fick Van Der Garde att dra Sauber teamet inför domstol, då han menade att platsen som andreförare var lagligen hans. Han fick bland annat rätt i Australiens domstol, men på grund av saknaden av en superlicens och av säkerhetsskäl kunde han inte ta över Ericssons plats inför Australiens GP. Därefter betalade Sauber teamet honom en stor ersättning och Van Der Garde nöjde sig med detta.
van der Garde har inte lagt hjälmen på hyllan, men karriären som Formel 1 förare är över - har han sagt i en intervju i år (2015).

## F1-karriär
| Säsong              | Stall/Tillverkare   | Placering           | Lopp | Poäng | Etta | Tvåa | Trea | Pole | Varv |
| ------------------- | ------------------- | ------------------- | ---- | ----- | ---- | ---- | ---- | ---- | ---- |
| 2013                | Caterham-Renault    | 22                  | 19   | 0     |      |      |      |      |      |
| Sammanlagt 2 säsong | Sammanlagt 2 säsong | Sammanlagt 2 säsong | 19   | 0     | 0    | 0    | 0    | 0    | 0    |